# Tadeusz Jawor
Tadeusz Jawor (ur. 2 lipca 1889 w Cazinie, zm. 16 kwietnia 1968 w Londynie) – pułkownik łączności Wojska Polskiego.

## Życiorys
Tadeusz Jawor urodził się 2 lipca 1889 w miejscowości Cazin. W 1909 ukończył szkołę kadetów piechoty w Karłowicach i rozpoczął pełnić zawodową służbę wojskową w c. i k. Armii. Został wcielony do Bośniacko-Hercegowińskiego Pułku Piechoty Nr 1 w Wiedniu. W latach 1912–1913 wziął udział w mobilizacji sił zbrojnych Monarchii Austro-Węgierskiej, wprowadzonej w związku z wojną na Bałkanach. Służył wówczas III batalionie macierzystego pułku, który był detaszowany w Sarajewie. W 1913 ukończył wojskową szkołę telegraficzną. W czasie I wojny światowej służył w oddziałach łączności piechoty górskiej na froncie włoskim. W ewidencji 1 bh IR pozostawał do 1916. W latach 1917–1918 jego oddziałem macierzystym był Pułk Telegraficzny. W czasie służby w c. i k. Armii awansował na kolejne stopnie w korpusie oficerów piechoty: chorążego (1 września 1909), podporucznika (1 maja 1912), porucznika (1 stycznia 1915) i kapitana (1 lutego 1918).
18 stycznia 1919 został przyjęty do Wojska Polskiego i przydzielony z dniem 18 listopada 1918 do Departamentu Technicznego Ministerstwa Spraw Wojskowych. Był członkiem komisji kwalifikacyjnej dla oficerów wojsk łączności. W okresie wojny polsko-bolszewickiej był m.in. szefem łączności Armii Rezerwowej, a w czasie bitwy nad Niemnem sprawował obowiązki szefa łączności Sztabu Ścisłego Naczelnego Wodza.
Po zakończeniu działań wojennych został szefem łączności Dowództwa Okręgu Generalnego „Warszawa”, a od listopada 1921 – Dowództwa Okręgu Korpusu Nr I w Warszawie. 3 maja 1922 roku został zweryfikowany w stopniu podpułkownika ze starszeństwem z dniem 1 czerwca 1919 roku i 4. lokatą w korpusie oficerów łączności, a jego oddziałem macierzystym był 1 pułk łączności. 19 lipca tego roku został wyznaczony na stanowisko szefa Wydziału Łączności w Departamencie VI Wojsk Technicznych Ministerstwa Spraw Wojskowych, pozostając oficerem nadetatowym 1 pułku łączności. 31 marca 1924 roku został mianowany pułkownikiem ze starszeństwem z 1 lipca 1923 roku i 2. lokatą w korpusie oficerów łączności. W 1926 był członkiem Rady Nadzorczej Polskiego Radia. W listopadzie 1927 został przydzielony z Departamentu Inżynierii MSWojsk. w Warszawie do Obozu Szkolnego Wojsk Łączności w Zegrzu na stanowisko komendanta. W lutym 1929 został zwolniony z zajmowanego stanowiska i oddany do dyspozycji dowódcy Okręgu Korpusu Nr I. Z dniem 31 maja 1929 został przeniesiony w stan spoczynku.
Po przejściu w stan spoczynku został dyrektorem Polskiej Akcyjnej Spółki Elektrycznej Ericsson w Warszawie i pełnił tę funkcję do wybuchu II wojny światowej. Był także działaczem organizacji branżowych, m.in. jako wiceprezes Stowarzyszenia Radiotechników Polskich (1926, 1927) i prezes Stowarzyszenia Teletechników Polskich (1929), był także członkiem Sekcji Radiotechnicznej Stowarzyszenia Elektryków Polskich. Wchodził w skład Rady Teletechnicznej przy Ministrze Poczt i Telegrafów, był także przewodniczącym Komisji Normalizacji Narzędzi Liniowych i Stacyjnych. Po wybuchu wojny przedostał się do Francji, gdzie został zastępcą komendanta Centrum Wyszkolenia Łączności. Od czerwca 1940 do 1942 kierował Polskim Ośrodkiem Szkolnym w Glasgow.
Po wojnie pozostał na emigracji, pracował w sektorze prywatnym, zmarł 16 kwietnia 1968 w Londynie.

## Ordery i odznaczenia
- Krzyż Oficerski Orderu Odrodzenia Polski (2 maja 1922)[23][24]
- Krzyż Walecznych
- Krzyż Komandorski Orderu Korony Rumunii (Rumunia)
- Krzyż Zasługi Wojskowej 3 klasy z dekoracją wojenną i mieczami (Austro-Węgry)[6]
- Signum Laudis Srebrny Medal Zasługi Wojskowej na wstążce Krzyża Zasługi Wojskowej (Austro-Węgry)[6]
- Signum Laudis Brązowy Medal Zasługi Wojskowej z mieczami na wstążce Krzyża Zasługi Wojskowej (Austro-Węgry)[6]
- Krzyż Pamiątkowy Mobilizacji 1912–1913 (Austro-Węgry)[3]